# 네덜란드 공주 아리아너
아리아너 빌헬미나 막시마 이네스(네덜란드어: Ariane Wilhelmina Máxima Inés, 2007년 4월 10일 ~ )는 네덜란드의 공주이다. 네덜란드 국왕 빌럼알렉산더르와 막시마 왕비 사이에서 셋째딸로 태어났다. 위로 두 언니 카타리나아말리아, 알렉시아가 있다. 현재 네덜란드 왕위 계승 서열 3위이다.